# 유태완
유태완(1965년 9월 28일 ~)은 빙그레 이글스의 전 야구 선수다. 북일고등학교를 졸업했으며, 프로에서는 통산 6타수 1안타를 기록했다.

## 같이 보기
- 빙그레 이글스 연도별 선수 명단